# Cappella musicale Santa Cecilia
La Cappella musicale Santa Cecilia è il coro preposto ad accompagnare le celebrazioni liturgiche più importanti della Basilica San Giuseppe di Seregno (MB).

## Storia
La fondazione della cappella musicale Santa Cecilia risale agli anni compresi tra il 1855 ed il 1861, ad opera dell'allora parroco don Antonio Cantù e dell'organista Filippo Martinoli, il primo dopo l'installazione dell'organo nel 1847.
Il 31 maggio 1863 Martinoli si dimise dalla carica di organista e direttore del coro e gli successe Eugenio Pozzoli, padre di Ettore Pozzoli.

## Direttori
- Antonio Cantù (1860-1891)
- Emilio Balossi (1906-1951)
- Luigi Fari (1951-1958)
- Giuseppe "Pino" Caimi (1958-1981)
- GianLuigi Rusconi (1981-1996)
- Mario Livraghi (1996-2000)
- GianCarlo Buccino (2000-...)
- Marco Villa (vice-direttore) (2006-2012)

## Organisti titolari
- Filippo Martinoli (1860-1863)
- Eugenio Pozzoli (1879-1909)
- Emilio Braghieri (1909-1951)
- Giuseppe Mariani (1951-1982)
- Emilio Consonni (1982-...)